# NGC 1956
NGC 1956 est une vaste galaxie spirale située dans la constellation de la Table. NGC 1956 a été découverte par l'astronome britannique John Herschel en 1836.

## Caractéristiques
Sa vitesse par rapport au fond diffus cosmologique est de 4 891 ± 33 km/s, ce qui correspond à une distance de Hubble de 72,1 ± 5,1 Mpc (∼235 millions d'al).